# Iniezione intramuscolare

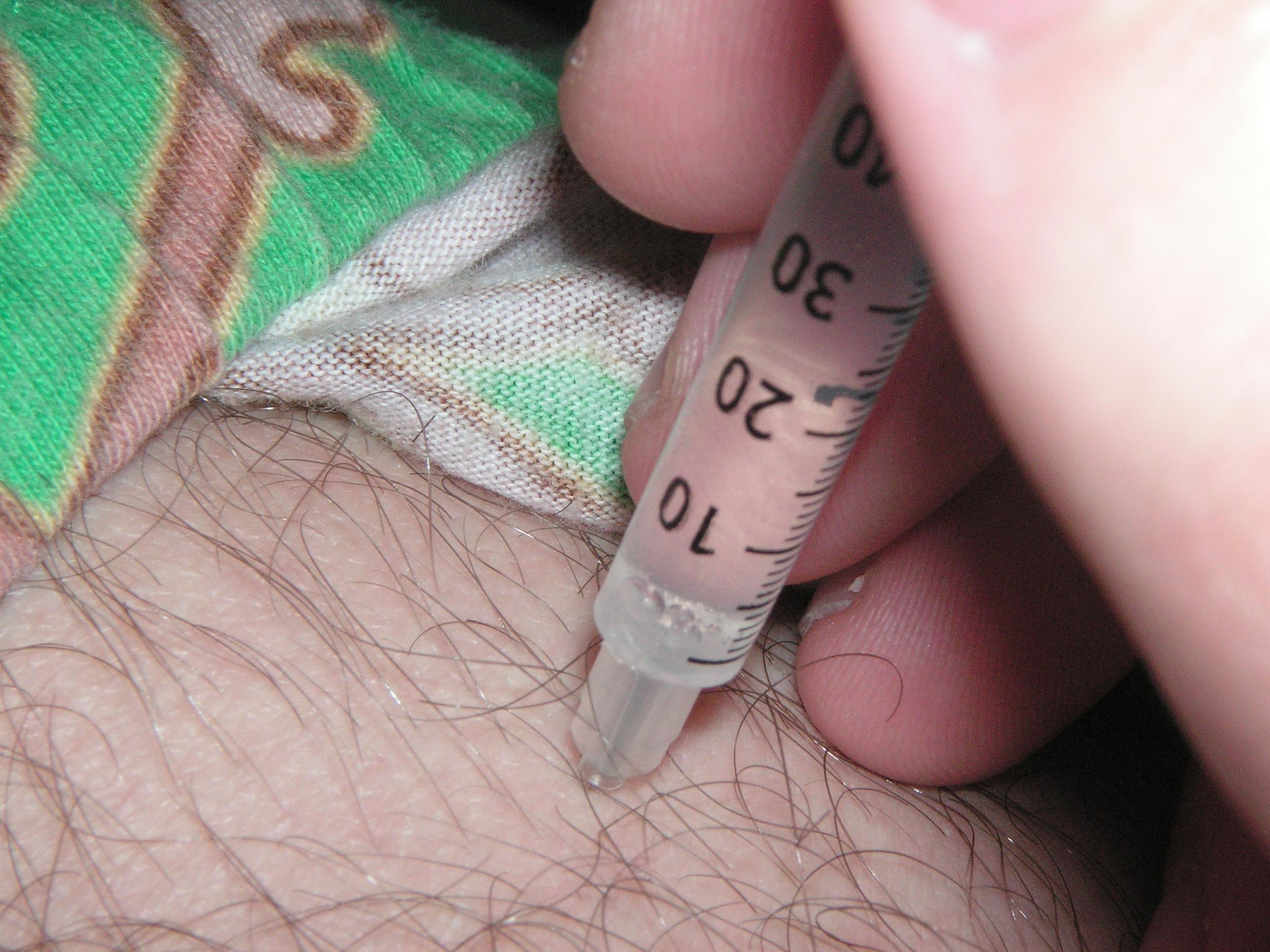
Iniezione intramuscolare

L'iniezione intramuscolare è la modalità di somministrazione di un farmaco nei tessuti muscolari, ottenuta con una siringa munita di ago cavo.

## Descrizione
Questo tipo d'iniezione può essere eseguita in due modi:
- Iniezione classica, l'iniezione viene generalmente effettuata con un inserimento dell'ago a 90°, verificando prima dell'immissione del farmaco che l'ago non sia entrato in un vaso sanguigno con la manovra di Lesser[2] (effettuando un'aspirazione, tirando indietro lo stantuffo); dopodiché si inietta con una velocità di 1 ml per 10 secondi. Ciò è utile per facilitare l'assorbimento e minimizzare il dolore. L'esecuzione del massaggio dopo l'iniezione può determinare la risalita del farmaco verso il tessuto sottocutaneo. Per questo motivo l'uso del massaggio post-iniezione deve essere evitato, procedendo quindi con il tamponamento del punto di iniezione con il batuffolo. L'ago deve essere estratto velocemente dopo aver completato l'iniezione e deve essere applicata una pressione nel punto sanguinante.
- Iniezione con la tecnica del tratto Z, viene usata per i farmaci irritanti, tirando da un lato la cute ed effettuando l'iniezione perpendicolarmente; al rilascio della cute il "canale" d'ingresso assumerà una conformazione curvilinea impedendo così la fuoriuscita del farmaco iniettato. Le iniezioni in un grande gruppo muscolare non dovrebbero eccedere i 5 ml negli adulti.[3] In sede ventrogluteare possono essere iniettati da 2 a 5 ml, in sede dorsogluteale 4 ml, in sede vastofemorale e rettofemorale 5 ml. Nei bambini, nei giovani, nelle persone con scarso sviluppo o atrofia muscolare da allettamento, la quantità massima somministrabile è proporzionalmente inferiore. Dopo la diluizione del farmaco sostituire l'ago di lunghezza appropriata per assicurare che il farmaco si depositi all'interno del muscolo.[4]

## Sedi
Esistono diverse sedi d'iniezione, che si differenziano per quantità di farmaco iniettabile (quantità che varia anche in base all'età) che per reperibilità della sede e complicanze:
- Dorsoglutea: sede d'iniezione classica nel muscolo grande gluteo[7]
- Ventroglutea: sede d'iniezione posta lateralmente sopra al trocantere femorale
- Deltoidea: usata per piccole iniezioni, generalmente vaccini, nel muscolo deltoide[3]
- Vasto laterale: sede usata nei bambini[3], dato che il muscolo vasto laterale risulta essere il muscolo più sviluppato[1]

- Rettofemorale: nel muscolo retto femorale